# Championnat de France féminin de hockey sur glace 2021-2022
Saison précédente Saison suivante
La saison 2021-2022 est la 36e édition du Championnat de France féminin de hockey sur glace.

## Saison régulière
Onze équipes sont engagées en élite féminine et elles sont divisées en deux poules :
- poule Nord : Gothiques d'Amiens, Jokers de Cergy-Pontoise, Jets d'Évry Viry, Griz'louves de Garges/St-Ouen, Bisons de Neuilly-sur-Marne, Remparts de Tours
- poule Sud : Déferlantes de Bordeaux/Anglet, Brûleurs de loups de Grenoble, Rebelles de Chamonix, Rafales d'Occitanie, Amazones de PACA

La saison régulière a lieu entre le 9 octobre 2021 et le 19 mars 2022 et les équipes sont regroupées par implantation géographique.
Les points sont attribués de la façon suivante :
- victoire dans le temps règlementaire : 3 points ;
- victoire en prolongation ou aux tirs au but : 2 points ;
- défaite en prolongation ou aux tirs au but : 1 point ;
- défaite dans le temps règlementaire : 0 point.

### Poule Nord
| Résultats (▼dom., ►ext.)                                           | AMI  | CER   | ÉVY   | GSO  | NEU  | TRS   |
| Amiens                                                             |      | 5-4TF | 4-3TF | 13-0 | 25-0 | 2-3Pr |
| Cergy-Pontoise                                                     | 3-2  |       | 4-0   | 26-0 | 17-0 | 3-4   |
| Évry/Viry                                                          | 3-2  | 2-3   |       | 8-0  | 5-3  | -     |
| Garges/St-Ouen                                                     | 0-19 | 0-14  | 0-15  |      | 1-3  | 0-13  |
| Neuilly-sur-Marne                                                  | 1-15 | 0-14  | 0-8   | 11-2 |      | 0-20  |
| Tours                                                              | 6-3  | 5-0   | 1-2Pr | 19-1 | 9-0  |       |
| - Victoire à domicile - Victoire à l'extérieur - Match non disputé |      |       |       |      |      |       |

| Clt   | Équipe            | PJ | V | VP | D  | DP | BP | BC  | Pts |
| ----- | ----------------- | -- | - | -- | -- | -- | -- | --- | --- |
| +001, | Tours             | 9  | 7 | 1  | 0  | 1  | 80 | 11  | 24  |
| +002, | Cergy-Pontoise    | 10 | 7 | 0  | 2  | 1  | 88 | 18  | 21  |
| +003, | Évry/Viry         | 9  | 5 | 1  | 2  | 1  | 46 | 17  | 18  |
| +004, | Amiens            | 10 | 4 | 2  | 3  | 1  | 90 | 23  | 17  |
| +005, | Neuilly-sur-Marne | 10 | 2 | 0  | 8  | 0  | 18 | 116 | 6   |
| +006, | Garges/St-Ouen    | 10 | 0 | 0  | 10 | 0  | 4  | 141 | 0   |

- Équipe qualifiée pour la phase finale

### Poule Sud
| Résultats (dom.\ext.)                                              | B/A | CHA | GRE | OCC   | PACA |
| Bordeaux/Anglet                                                    |     | 2-3 | 0-4 | 5-4   | 8-0  |
| Chamonix                                                           | 2-3 |     | 2-3 | 1-2   | 7-3  |
| Grenoble                                                           | 4-0 | 3-0 |     | 3-4Pr | 7-0  |
| Occitanie                                                          | 5-0 | 7-0 | 1-4 |       | -    |
| Provence-Alpes-Côte d'Azur                                         | 0-6 | 0-4 | 4-6 | 0-10  |      |
| - Victoire à domicile - Victoire à l'extérieur - Match non disputé |     |     |     |       |      |

| Clt   | Équipe                     | PJ | V | VP | D | DP | BP | BC | Pts |
| ----- | -------------------------- | -- | - | -- | - | -- | -- | -- | --- |
| +001, | Grenoble                   | 8  | 7 | 0  | 1 | 0  | 34 | 11 | 22  |
| +002, | Occitanie                  | 7  | 4 | 1  | 2 | 0  | 33 | 13 | 14  |
| +003, | Bordeaux/Anglet            | 8  | 4 | 0  | 4 | 0  | 24 | 22 | 12  |
| +004, | Chamonix                   | 8  | 3 | 0  | 5 | 0  | 19 | 23 | 9   |
| +005, | Provence-Alpes-Côte d'Azur | 7  | 0 | 0  | 7 | 0  | 7  | 48 | 0   |

- Équipe qualifiée pour la phase finale

## Phase finale
Les deux meilleures équipes de chaque poule s'affrontent au sein d'un tournoi final les 1er, 2 et 3 avril à Toulouse.
| Résultats (dom.\ext.)                                              | CER | GRE | OCC   | TRS |
| Cergy-Pontoise                                                     |     | 5-2 | 9-3   | 2-4 |
| Grenoble                                                           |     |     | 5-4TF | 1-5 |
| Occitanie                                                          |     |     |       | 2-4 |
| Tours                                                              |     |     |       |     |
| - Victoire à domicile - Victoire à l'extérieur - Match non disputé |     |     |       |     |

| Clt   | Équipe         | PJ | V | VP | D | DP | BP | BC | Pts |
| ----- | -------------- | -- | - | -- | - | -- | -- | -- | --- |
| +001, | Tours          | 3  | 3 | 0  | 0 | 0  | 13 | 5  | 9   |
| +002, | Cergy-Pontoise | 3  | 2 | 0  | 1 | 0  | 16 | 9  | 6   |
| +003, | Grenoble       | 3  | 0 | 1  | 2 | 0  | 8  | 14 | 2   |
| +004, | Occitanie      | 3  | 0 | 0  | 2 | 1  | 9  | 18 | 1   |

- Équipe championne de France